# Чикун, Олег Викентьевич
Олег Викентьевич Чикун (род. 5 августа 1960, Засулье, Минская область) — белорусский футбольный арбитр.

## Биография
В футбол на высоком уровне не играл. Детство прошло в деревне Засулье Столбцовского района Минской области, с седьмого класса школы занимался в ДЮСШ города Столбцы (первые тренеры — В. И. Илюшин и В. М. Котиков). Позднее закончил Минское авиаучилище, после чего по распределению работал в аэропортах Минск-1 и Минск-2. Играл в созданной команде по хоккею на траве. После распределения жены вернулся в Столбцы, где стал тренером ДЮСШ, в том числе — в отделении лёгкой атлетики. На одном из занятий вследствие нехватки арбитров для футбольных соревнований отсудил игру, чуть позже возглавлявший областную федерацию футбола Георгий Гоман предложил попробовать себя в этом направлении. После сдачи нормативов по физподготовке и экзаменов по теории на курсах в Жодино, стал судить матчи чемпионата области.
С конца 1980-х годов был в числе судей, которых готовили для обслуживания матчей второй союзной лиги, работал на юношеском турнире «Переправа». После распада СССР по предложению Вадима Жука вошёл в состав его бригады в качестве помощника судьи (лайнсмена), работал в том числе на матчах сборных и еврокубков, среди которых которых были матч чемпионата Европы 1996 года Франция — Испания, ответный финальный матч Кубка УЕФА 1996 между «Бордо» и «Баварией», полуфинал Лиги чемпионов сезона 1993/94 «Барселона» — «Порту». После завершения карьеры Вадима Жука в 1997 году окончательно переквалифицировался в главные арбитры.
Первый официальный матч в качестве главного судьи провёл в 1992 году в рамках Кубка Беларуси «Динамо» (Минск) — «ЗЛиН» (Гомель). В 2000 году судил финальный матч Кубка Беларуси между «Торпедо-МАЗ» (Минск) и «Славией» (Мозырь), где первым из белорусских арбитров показал жёлтую карточку автору забитого мяча (Роману Василюку) за снятие футболки в ходе празднования гола в соответствии с изменениями в правилах игры, незадолго до этого принятых в судейском комитете УЕФА. В 2001 году судил отборочный матч чемпионата мира 2002 Эстония — Кипр. В высшей лиге чемпионата Беларуси в общей сложности провёл 125 матчей в качестве главного судьи и 108 в роли лайнсмена.
После завершения карьеры арбитра — председатель федерации футбола Минской области (с 2006 года), член Исполнительного комитета Белорусской федерации футбола, инспектор матчей национального и международного уровня. С 2016 по 2019 год возглавлял департамент судейства и инспектирования БФФ.
Хобби — рыбалка. Семейное положение — женат, супруга Галина.